# Relaciones Mauritania-Venezuela
Las relaciones Mauritania-Venezuela se refieren a las relaciones internacionales que existen entre Mauritania y Venezuela.

## Historia
En octubre de 1960, el ministro de Justicia y de Legislación de Mauritania, Sheik Na-Ould-Sie Laghdaf, realizó una visita oficial a Venezuela.
El 27 de septiembre de 2009 ambos países suscribieron un acuerdo de cooperación energética en Porlamar, Venezuela, y el 21 de enero de 2010 tanto un memorándum de entendimiento como un acuerdo de cooperación en Nueva York.
El 2 de julio de 2021, el canciller de Venezuela, Jorge Arreaza, recibió las credenciales del embajador designado por Mauritania, residente en Brasil y concurrente en Venezuela, Abdoulaye Idrissa Wagne.

## Misiones diplomáticas
- Mauritania cuenta con una embajada concurrente en Brasil.[3]
- Venezuela cuenta con una embajada concurrente en Dakar, Senegal.[4]